# عقدية
العِقدية أو السُّبْحِية أو المكورة العقدية (بالإنجليزية: Streptococcus) هي جنس بكتيريا كروية إيجابية الغرام تنتمي لشعبة متينات الجدار وبكتيريا حمض اللاكتيك.

## سماتها العامة
المكورات العقدية هي جراثيم غير متحركة سلبية الكاتلاز. تتضمن سريريًا المكورات العقدية والمكورات المعوية.
شكلها بيضوي لكروي وتتجمع كثنائيات أو كسلاسل. معظمها لا هوائية متحملة للهواء، ذلك أنَّها تستخدم التخمر حتى بوجود الأوكسجين. وبسبب متطلبات تغذيتها المعقدة يستخدم لزراعتها عادةً وسط دموي غني.

## أمراض تسببها هذه الجراثيم
تتضمن الأمراض التي تسببها هذه الجراثيم:
- عداوى حادة للحلق والجلد.
- البلغم
- عدوى السبيل التناسلي عند النساء.
- التهاب الرئة.
- التهاب الأذن الوسطى.
- التهاب السحايا.
- التهاب شغاف القلب.[6]